# Bernard Squarcini
Bernard Squarcini, né le 12 décembre 1955 à Rabat (Maroc), est un haut fonctionnaire français, ancien commissaire de police et préfet, consultant indépendant pour le groupe LVMH.
Il exerce les fonctions de directeur de la Direction centrale du renseignement intérieur du 2 juillet 2008 au 30 mai 2012. Bernard Squarcini est notamment chargé, au cours de sa carrière, du renseignement antiterroriste en Corse, au Pays basque et sur l'islam radical.
Il travaille dans l'intelligence économique depuis 2013, et utilise ses réseaux notamment en faveur de ses clients, de ses amis politiques français et de l’État russe en particulier pendant l'invasion de l'Ukraine par la Russie de 2022 ; il a été plusieurs fois condamné à ce titre.
Il est souvent surnommé « le Squale ».

## Biographie

### Formation et débuts
Bernard Squarcini est le cousin de Michel Scarbonchi. Après avoir passé sa jeunesse à Digne-les-Bains, Bernard Squarcini fait ses études supérieures à l'université Aix-Marseille III, où il obtient un diplôme en criminologie en 1976 et une maîtrise en droit public en 1977.
Devenu commissaire de police, il est nommé en 1979 chef des Renseignements généraux (RG) de Brest.
En 1983, il est adjoint au directeur régional des RG en Corse.
En 1988, il est directeur départemental des RG des Pyrénées-Atlantiques.
En 1989, il est chef de la division « enquêtes et recherches » à la Direction centrale des Renseignements généraux (DCRG).
En 1993, il devient sous-directeur des recherches à la DCRG, tout en étant parallèlement, à partir de 1994, directeur central adjoint des RG sous la direction d'Yves Bertrand.
En 1999, il devient le plus jeune inspecteur général de la police nationale, poste qu'il occupe jusqu'en 2004.

### Arrestation d'Yvan Colonna
Bernard Squarcini fut notamment l'un des artisans de l'arrestation en 2003 d'Yvan Colonna, l'assassin présumé du préfet Claude Érignac, alors que Nicolas Sarkozy était ministre de l'Intérieur.
En janvier 2004, d'après certaines sources, le ministre de l'Intérieur de l'époque, Nicolas Sarkozy, aurait souhaité nommer Bernard Squarcini au poste de directeur central des Renseignements généraux, mais Jacques Chirac préféra finalement nommer le préfet Pascal Mailhos.
En février 2004, il est nommé préfet délégué pour la sécurité et la défense auprès du préfet de la région Provence-Alpes-Côte d'Azur. Il succéde à ce poste à Roger Marion, nommé préfet délégué pour la sécurité et la défense auprès du préfet de la région Nord-Pas-de-Calais.

### Directeur de la DST puis de la DCRI
Bernard Squarcini intervient en 2006 pour favoriser la réconciliation entre Nicolas Sarkozy et Alexandre Djouhri, organisant une rencontre entre les deux hommes dans un salon du Bristol.
Le 27 juin 2007, Bernard Squarcini est nommé en Conseil des ministres, directeur de la Direction de la surveillance du territoire (DST), en remplacement de Pierre de Bousquet de Florian,.
Le 2 juillet 2008, il est nommé à la tête de la Direction centrale du renseignement intérieur (DCRI) née de la fusion, effective au 1er juillet 2008, de la DST et de la Direction centrale des Renseignements généraux (DCRG).
Le 30 mai 2012, il est remplacé à ce poste par son ancien adjoint Patrick Calvar et devient préfet hors cadre.
Il quitte la police le 28 février 2013 et créé son cabinet Kyrnos Conseil. Il est aussi embauché par le cabinet d'intelligence économique Arcanum en juin 2013.
En novembre 2013, Bernard Squarcini publie avec Étienne Pellot un ouvrage intitulé Renseignements français : nouveaux enjeux, dans lequel il expose sa vision d'une feuille de route pour réformer les services de renseignement français et créer une loi cadre pour l'activité du renseignement, ainsi que des infractions spécifiques afin de lutter contre l'islam radical.

### Dans le secteur privé
Depuis 2013, il exerce les fonctions de consultant indépendant au sein de la société Kyrnos Conseil qu'il a fondée. Il a comme client principal le groupe LVMH, pour lequel il est officiellement chargé de la lutte contre l'importation de produits de luxe de contrefaçon,.
Il est également associé au cabinet de consultants Arcanum Global.

## Affaires judiciaires

### Affaire Clearstream 2
Cité dans les listings de l'affaire Clearstream 2, Bernard Squarcini s'est constitué partie civile en mai 2006. Parce que son nom figure sur le faux listing aux côtés de la chanteuse ajaccienne Alizée et de Laetitia Casta, il évoque à la barre un « racisme anticorse » au sommet de l'État.

### Affaire Woerth-Bettencourt
Le 17 octobre 2011, alors qu'il est toujours directeur de la DCRI, Bernard Squarcini est mis en examen par la juge Sylvia Zimmermann pour « atteinte au secret des correspondances, collecte illicite de données et recel du secret professionnel, […] dans [le cadre de] l'« affaire des fadettes », ».
Le 12 décembre 2012, la cour d'appel de Paris annule deux des trois chefs de mise en examen de Bernard Squarcini. Il reste mis en examen pour « collecte de données à caractère personnel par un moyen frauduleux, déloyal ou illicite ». En juin 2013, il est renvoyé en correctionnelle pour ce dernier chef d'accusation.
Le 8 avril 2014, il est condamné à 8 000 € d'amende. Il ne fait pas appel du jugement.

### Rapports avec LVMH
Depuis 2011, la justice s'intéresse aux liens entre Bernard Squarcini et le groupe LVMH.

#### Chantage sur Bernard Arnault
En 2012, peu après son départ de la direction de la DCRI, Bernard Squarcini demande à la section L2 de mettre en place illégalement, un important dispositif de surveillance, destiné à identifier l'auteur d'un chantage visant Bernard Arnault, le propriétaire du groupe LVMH. Un salarié du groupe de luxe sera finalement identifié et licencié. Le Canard Enchaîné fait le rapprochement entre cette opération clandestine aux frais de l'État et le généreux contrat signé par LVMH avec Bernard Squarcini dès l'arrivée de la gauche au pouvoir. Lors de son procès en novembre 2024, le président du tribunal Benjamin Blanchet déclare : « On vous reproche d’avoir utilisé les services de l’État pour servir un intérêt privé de M. Bernard Arnault, c’est ça la thèse ». Pour le procureur Hervé Tétier, « La DCRI a mis les moyens, mais le procureur n’a pas été informé, les informations ont été détournées, et confiées à M. Pierre Godé [le numéro deux de LVMH, aujourd’hui décédé].
En outre, l'enquête judiciaire ayant conduit à sa mise en examen révèle que peu de temps après sa contractualisation avec LVMH, Squarcini a fait suivre une synthèse de la plainte déposée contre LVMH par Hermès, après l'avoir obtenue de Christian Flaesch, alors directeur de la police judiciaire.

#### Affaire Ruffin-Fakir
L'information judiciaire visant Bernard Squarcini est étendue en octobre 2019 après une plainte avec constitution de partie civile de François Ruffin et du journal Fakir.
Entre 2015 et 2016, Bernard Squarcini supervise l'espionnage de François Ruffin et des journalistes de Fakir pour le compte de LVMH. Le député de la Somme François Ruffin aurait fait l'objet d'une surveillance pendant près de trois ans par Bernard Squarcini à la demande du groupe LVMH lors du tournage du documentaire Merci Patron ! sur Bernard Arnault récompensé en 2017 du César du meilleur film documentaire.
En octobre 2019, la justice élargit son enquête à des faits de « vol » et « recel de vol » après une plainte du député de la Somme François Ruffin et du journal Fakir. Une enquête de police indique en 2021 que Bernard Squarcini a continué après son départ de la DCRI à solliciter les services de l'État pour son intérêt personnel, notamment pour espionner François Ruffin et le journal Fakir pour le compte de la société LVMH.
En juillet 2020, Mediapart publie sur son site internet des écoutes téléphoniques où Bernard Squarcini utilise la police et les renseignements au profit de LVMH.
En 2021, LVMH accepte une convention judiciaire d'intérêt public (CJIP) de 10 millions d'euros proposée par le parquet de Paris. Cette convention est homologuée le 17 décembre 2021 par une juge lors d'une audience au tribunal judiciaire de Paris.
En juin 2021, Bernard Squarcini est mis en examen pour trois nouveaux chefs d’accusation, dont la complicité d’atteinte à la vie privée, pour l’espionnage de François Ruffin et de son journal Fakir au bénéfice de la multinationale LVMH,. En septembre 2023, il est renvoyé en procès sous le coup de onze chefs d'inculpation dont « trafic d'influence passif, détournement de fonds publics, compromission du secret de la défense nationale, abus de confiance, faux en écriture publique ou encore complicité et recel de violation du secret professionnel et de l'instruction. ».
Il comparait du 13 au 29 novembre 2024. Bernard Arnault est entendu comme témoin à la demande de la justice. Le jugement a été mis en délibéré à mars 2025, le parquet a requis quatre ans de prison avec sursis et 300 000 euros d’amende, la confiscation des sommes déjà saisies lors de l'enquête - 460 000 euros - l'interdiction pour cinq ans de toute activité liée au renseignement, à la surveillance, à l’intelligence économique, et au conseil aux entreprises, ainsi que de fonction publique. « Il apparaît clairement que le contrat de 2,2 millions d’euros liant Bernard Squarcini à LVMH était prévu pour rémunérer autre chose que des compétences en termes de renseignement, le “autre chose” étant le trafic d’influence », selon le représentant du ministère public. Pour les neuf autres prévenus de cette affaire, le procureur a réclamé des peines allant de quatre mois à deux ans de prison avec sursis, assorties, selon les cas, d'amendes allant jusqu'à 100.000 euros,.
Le 7 mars 2025, Bernard Squarcini est condamné en première instance à quatre ans de prison dont deux fermes, une amende de 200 000 euros et et une interdiction professionnelle pendant cinq ans. Ses avocats annoncent son intention d'interjeter appel.

### Écoutes illégales liées à l’affaire du cercle de jeux Wagram
Bernard Squarcini est poursuivi pour avoir à deux reprises fait placer sur écoutes le major de police Franck Alioui sous le prétexte fallacieux - déjà balayé par l’enquête - d’une proximité avec des services de renseignement israéliens et algériens. En 2011, membre du Service central des courses et jeux (SCCJ), le policier participe aux perquisitions et gardes à vue des dirigeants du cercle de jeux Wagram, liés à la mafia corse et, pour certains, bien connus de Squarcini. En réalité, l’écoute du mois de juin 2011 est liée à l’affaire du cercle Wagram, Bernard Squarcini ayant demandé l’identification des numéros de deux autres fonctionnaires des Courses et jeux, Cyril M. et Éric B. Lors de l’enquête ouverte sur le cercle de jeux, Robert Saby, ancien chef du SCCJ, a révélé que Bernard Squarcini s’était enquis auprès de lui très tôt de ce que comptait faire la police des jeux face à la reprise manu militari du cercle le 18 janvier 2011 par un groupe mafieux mené par Michel Ferracci et Philippe Terrazzoni. Les contacts du Squale avec l’équipe qui a repris l’établissement sont notoires, en particulier avec Marie-Claire Giacomini, responsable du bar et du restaurant, embauchée dix ans plus tôt au Cercle grâce à l’un de ses plus fidèles inspecteurs, François Casanova. Ils s’agit d’« une personne pour laquelle M. Squarcini avait une attention très particulière », juge Robert Saby. Elle l’appelle « tonton » et passe pour sa nièce. Preuve de leur proximité, Squarcini téléphone au patron des Courses et jeux pour l’informer qu’elle se trouve aux États-Unis et « pour qu'il ne perquisitionne pas son domicile en son absence », signale le président Blanchet. Et il le rappelle encore le jour J pour se plaindre de ce que les policiers présents (dont Franck Alioui) tentent de casser la porte et lui demander de reporter la perquisition. Selon Robert Saby, au tribunal, Squarcini aurait déclaré : « C’est qui ce bougnoule (sic) d’OPJ ? Tu vas me le virer, je vais m’occuper de lui. Fais attention à toi » et « il menaçait de lui faire péter la porte par le GAO, le groupe opérationnel de la DCRI ». Franck Alioui affirme que son chef, Robert Saby, a quitté la police à cause de cette affaire, le 1er septembre 2011 « Robert m’a dit : “Je dois partir. Je viens d’être menacé de mort par Bernard Squarcini ».

### Mises en examen multiples
Le 28 septembre 2016, après deux jours de garde à vue,, Squarcini est mis en examen pour de nombreux chefs d'accusation tels que « violation du secret de l'enquête », « trafic d'influence », « détournement de fonds publics », « compromission », « entrave aux investigations », « faux en écriture publique et usage », « recel de violation du secret de l'instruction », « atteinte au secret des correspondances par personne dépositaire de l'autorité publique ».
Un contrôle judiciaire strict lui interdit de paraître dans les locaux de la DGSI à Levallois-Perret, d’entrer en contact avec les autres protagonistes de l’affaire et avec tout fonctionnaire de la direction centrale de la police judiciaire et des services de renseignement. Ce contrôle l'empêche jusqu’à nouvel ordre d'exercer une activité privée de conseil en sécurité en lien avec la lutte contre la contrefaçon. Cette interdiction est directement liée aux activités que menait Squarcini pour le compte du groupe de luxe LVMH, dans le cadre d'une procédure judiciaire concernant un conflit opposant LVMH à la société Hermès.
Par ailleurs, il est reproché à Squarcini d'avoir transmis à Michel Gaudin, directeur de cabinet de Nicolas Sarkozy, des informations relatives à l’affaire Cahuzac. L'enquête judiciaire a aussi mis en lumière les importants passe-droits obtenus de la DGSI par Squarcini alors qu'il n'était plus en fonction, tels que la suppression de la Fiche S du milliardaire russe Andreï Skoch, des autorisations de séjour pour deux femmes russes proches d'Alexandre Djouhri, la recherche de dizaines de noms dans les fichiers confidentiels, ou encore une intervention en faveur de la femme de Bernard Arnault,.
En outre, des perquisitions à son domicile et dans un coffre de banque ont permis de retrouver des documents couverts par divers secrets, relatifs notamment à l'affaire HSBC, l’oligarque russe Dmitri Rybolovlev, l'affaire Cahuzac, la société Veolia, le dossier Bettencourt, l’affaire Merah, le dossier des Renseignements généraux sur Alexandre Djouhri, ainsi que l'appartement de Ségolène Royal cambriolé en 2008,,.

## Prise de positions
Pendant l'invasion de l'Ukraine par la Russie en 2022, lors de la soirée de lancement du média pro-russe Omerta, de Régis Le Sommier, Bernard Squarcini vient y retrouver le propriétaire, Charles d’Anjou, et affirme à propos du nouveau média : « C’est la Russie ! Il faut bien un contrepoids au lobbying américain ».

## Au cinéma
Il apparaît dans le documentaire satirique de François Ruffin, Merci Patron !, où il est présenté comme étant responsable de la sécurité du groupe LVMH - Moët Hennessy Louis Vuitton.
Il apparaît également dans une partie du documentaire Media Crash : qui a tué le débat public ? consacrée à l'affaire de l'espionnage de François Ruffin et des journalistes de Fakir. Le film documente les opérations de Bernard Squarcini et de la direction de LVMH pour contenir le happening prévu par les journalistes et des militants à une réunion des actionnaires de LVMH au Carrousel du Louvre.

## Distinctions
- Chevalier de la Légion d'honneur[48]
- Commandeur de l'ordre national du Mérite[49]
- grand-croix de l'ordre d'Isabelle la Catholique (Espagne)
- officier de l'ordre du Mérite civil (Espagne)
- croix d'argent du Mérite de la Guardia civil (Espagne)
- croix du Mérite policier (Espagne)
- officier de l'ordre du Mérite de la République italienne

## Publication
- Bernard Squarcini et Étienne Pellot, Renseignement français : nouveaux enjeux, Éditions Ellipses, 19 novembre 2013, 312 pages,  (ISBN 978-2-7298-83386)

## Bibliographie

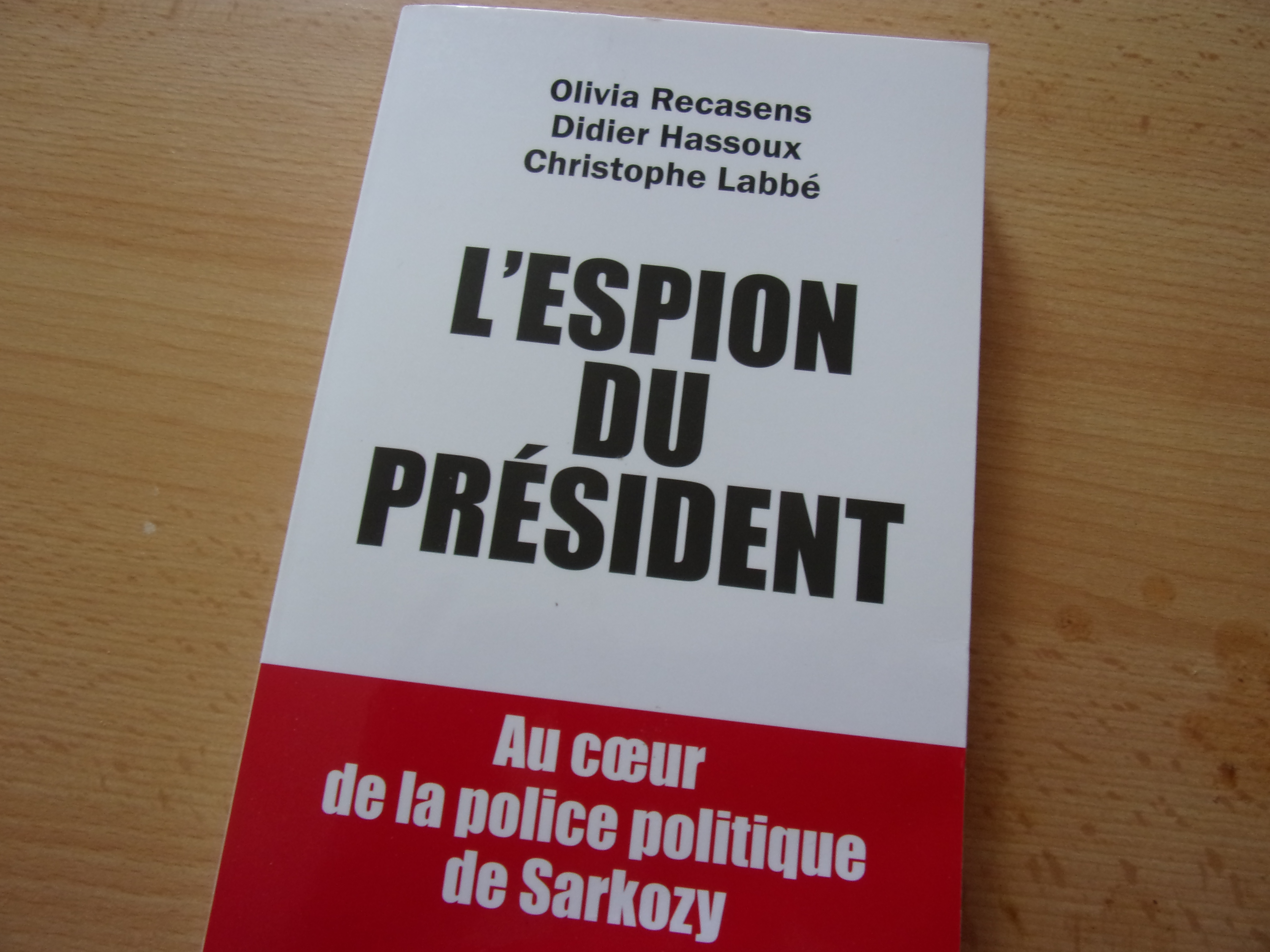